# Donusa
La isla de Donusa (también Donousa o Denusa) (en griego: Δονούσα) es una pequeña isla griega del mar Egeo de las Cícladas Menores, perteneciente al archipiélago de las Cícladas y que está próxima a la isla de Naxos, al este, y también al este de la isla de Amorgos. Tiene una superficie de 13,75 km² y solamente 163 habitantes en 2001. La altura máxima de la isla se alcanza en el monte Papas (383 m). 

## Geografía
Hay cinco pequeños núcleos residenciales en la isla: Stavros al sudoeste, puerto principal y capital; Kaloritissa, al nordeste; Mersini al sudeste; Mesaria al sur, alejada de la costa, en la carretera entre Mersini y Stavros; y Troulos (Limni). La isla posee algunas buenas playas especialmente Limni, al oeste, y en Livadi, Kerdos (o Kedros) y Fiikio, al sur.
Al noroeste hay algunas cuevas como Toihos (Spilia Toixou) con restos de establecimientos geométricos antiguos de la cultura cicládica, cercana a la punta Aspos Kavos (Aspron) y al oeste de la bahía de Xilombatis (la más grande de la isla). En general la isla está llena de cuevas.
La punta nordeste se denomina Fanari, la sur Glaros, y la punta este se llama Okospilia. Hay tres iglesias: Timio Stavros (Santa Cruz) y Panagias (Virgen María) en la capital, y Agios Ioannis (San Juan). Las islas principales de la cercanía son el grupo de Melantioi, Skoulonisi y Moshonas (al este) y las islas Makares, con Megalo Nisi, Agios Paraskevi y Stroggili al oeste. 

## Historia
Los romanos la llamaron Donusa o Donusia. Su nombre deriva de ser, de acuerdo a la leyenda (mencionada por Esteban de Bizancio), la isla donde Dioniso llevó a Ariadna desde Naxos cuando era perseguida por su padre Minos, si bien seguramente es una confusión por el nombre de la isla con el dios Dioniso.
Bajo los romanos fue lugar de desterramiento. A lo largo de la historia fue utilizada como base de piratas (se ha encontrado una inscripción árabe en una piedra) pero nunca sufrió una ocupación permanente, ni tan siquiera de los turcos, italianos o alemanes. Cuando fue evacuada por los turcos no fue ocupada por las autoridades griegas sino que se estableció gente que venía de Amorgos bajo la autoridad del monasterio de Hozoviotissa de Amorgos; el monasterio dejó las tierras a los campesinos a cambio de un censo en productos de la tierra, pero más tarde las tierras pasaron a sus cultivadores.